# 永安集團
永安集團有限公司，簡稱永安集團（英語：The Wing On (Holdings) Limited，港交所除牌時0290.HK），在1973年，在香港交易所主板上市，當時經營永安保險、永安銀行及地產業務。
但在80年代，銀行、保險業相繼競爭加劇，加上銀行業已先後出售和結業，故此只有地產業務，在1991年12月24日，由在百慕達成立的，永安國際集團有限公司取代上市。

## 連結
- Tricor.com.hk/webservice/000289 （页面存档备份，存于）